# جون ليستر (لاعب كرة قاعدة)
جون ليستر (بالإنجليزية: Jon Leicester)‏ هو لاعب كرة قاعدة أمريكي، ولد في 7 فبراير 1979 في Mariposa, California ‏ في الولايات المتحدة.

## وصلات خارجية
- جون ليستر على موقع دوري كرة القاعدة الرئيسي (الإنجليزية)
- جون ليستر على موقع الدوري الياباني لكرة القاعدة (الإنجليزية)
- جون ليستر على موقعبيزبول رفرنس.كوم (الدوري الرئيسي) (الإنجليزية)
- جون ليستر على موقعبيزبول رفرنس.كوم (الدوري الثانوي) (الإنجليزية)
- جون ليستر على موقع إي إس بي إن.كوم (أم.أل.بي) (الإنجليزية)
- جون ليستر على موقع مشجعي الرسوم البيانية (الإنجليزية)